# Kolåsen
Kolåsen, även stavat Kålåsen, är en by i Kalls socken, Åre kommun vid Skäckerfjällen och sjön Äcklingens nordöstra strand. I byn ligger Kolåsens Fjällhotell från 1934. Det första hotellet var från 1880-talet.
Kolåsens kapell är från 1847. Inredningen härstammar till stor del från Alsens kyrka. Bland annat finns en predikstol från 1600-talet.
Attraktioner i Kolåsen är fjällvandring och skidåkning, spårat och på tur. Fisket sker i huvudsak i de två större sjöarna Äcklingen samt Nordfjärden. Dessa två sjöar omsluts av Skäckerfjällen där fjällvandringsmöjligheter och skidåkning finns.